# Drosophila constricta
Drosophila constricta är en tvåvingeart som beskrevs av Toyohi Okada och Carson 1983. Drosophila constricta ingår i släktet Drosophila och familjen daggflugor.
Artens utbredningsområde är Nya Guinea.